# Cal Newport
Calvin Newport (* 23. června 1982) je americký akademik a spisovatel. Působí jako docent informatiky na Georgetown University. Je autorem řady publikací o vlivu technologií na svět práce a vzdělávání. Jeho knihy figurují na seznamu bestsellerů v žebříčcích Amazon.com. Knihy „Hluboká práce“ a „Tak dobří, že vás nepřehlédnou“ vyšly také v češtině v nakladatelství Jan Melvil Publishing. Newport píše blog Study Hacks zaměřený na kariérní úspěch. Na blogu a později ve svých knihách zpopularizoval termín „hluboká práce“ (deep work). Newport prosazuje „digitální minimalismus“.

## Kariéra
Calvin Newport absolvoval v roce 2004 Darthmouth College a v roce 2009 získal titul Ph.D. v oboru informatiky. Působí na Georgetown University jako akademik. Specializuje se na teorii distribuovaných systémů. Je autorem více než 60 odborných statí, které byly citovány více než tři a půl tisíckrát.

## Hluboká práce
Hluboká práce je schopnost soustředit se na náročné úkoly, což může být ve světě komunikačních technologií náročné. Lidé pod vlivem e-mailů, sociálních sítí a komunikačních platforem ztratili schopnost soustředit se a hluboce se ponořit do práce. Schopnost hluboce pracovat přináší podle Newporta výhody téměř ve všech profesích. Ve své stejnojmenné knize přináší návody, jak se znovu do hluboké práce ponořit. Upozorňuje, že profesionálové, kteří to se svou kariérou myslí vážně, by měli omezit sociální sítě. Sám jde příkladem, protože nemá účet na sociálních sítích.
Například radí, aby si lidé zvolili „úřední hodiny“, kdy budou odpovídat na e-maily. „Mimo tyto hodiny neexistuje žádná e-mailová schránka, kterou je třeba kontrolovat, a vy se můžete ponořit do dlouhých bloků hluboké práce.“

## Knihy vydané česky
- Newport, C. „Digitální minimalismus: Zkroťte návykové technologie a získejte zpět svůj čas a koncentraci“ (2019, Jan Melvil Publishing)
- Newport, C. „Tak dobří, že vás nepřehlédnou: Vášeň je na nic, práci snů získáte díky dovednostem“ (2018, Jan Melvil Publishing)
- Newport, C. „Hluboká práce: Pravidla pro soustředěný úspěch v roztěkaném světě“ (2016, Jan Melvil Publishing)